# Hiệp hội người mù quốc gia Hoa Kỳ
Hiệp hội người mù quốc gia Hoa Kỳ (tiếng Anh: National Federation of the Blind, viết tắt là NFB) là một tổ chức người mù tại Hoa Kỳ. Đây là tổ chức lâu đời và lớn nhất do người mù đứng đầu tại Hoa Kỳ, có trụ sở chính nằm ở Baltimore, Maryland.